# Франческини, Ливио
Ли́вио Франчески́ни (итал. Livio Franceschini; 14 апреля 1913, Триест — 20 ноября 1975, Триест) — итальянский баскетболист. Участник летних Олимпийских игр 1936 года, серебряный призёр чемпионата Европы 1937 года.

## Биография
Ливио Франческини родился 14 апреля 1913 года в итальянском городе Триест.
Играл в баскетбол за «Джиннастика Триестина» и «Джиннастика Рома». В их составе четыре раза выигрывал чемпионат Италии: в 1932, 1934, 1940 годах с командой Триеста, в 1935 году — с римлянами.
2 мая 1935 года дебютировал в сборной Италии, сыграв в Женеве в рамках чемпионата Европы со сборной Болгарии (42:23). Был признан самым полезным игроком турнира, где итальянцы заняли 7-е место.
В 1936 году вошёл в состав сборной Италии по баскетболу на летних Олимпийских играх в Берлине, занявшей 7-е место. Провёл 5 матчей, набрал 44 очка (21 — в матче со сборной Германии, 11 — с Польшей, 6 — с Чили, 4 — с Мексикой, 2 — с Филиппинами).
В 1937 году завоевал серебряную медаль чемпионата Европы в Риге.
В течение карьеры провёл за сборную Италии 16 матчей, набрал 170 очков.
Во время Второй мировой войны сражался в рядах итальянской армии, оборонял Рим.
После войны вернулся в Триест, где занимался живописью — в частности, акварельной.
Умер в 1975 году.